# Инсайдерская торговля
Инсайдерская торговля, или внутрисекретная торговля, — торговля акциями или другими ценными бумагами (например, облигациями или опционами на акции) частными лицами, имеющими доступ к конфиденциальной информации об эмитенте указанных ценных бумаг (инсайдерами).
В большинстве стран торговые операции инсайдеров компаний — членов правлений, сотрудников на ключевых должностях, директоров, крупных акционеров — могут быть законными. Они не предполагают использования доступа к непубличной информации. Тем не менее, это понятие часто используется в отношении случаев, когда сделки инсайдеров или связанных с ними людей основываются на непубличной информации, полученной в ходе выполнения сотрудниками своих должностных обязанностей или добытой иным способом в нарушение доверительных соглашений, либо украденной у компании.
В США и нескольких других странах данные по трейдинговым операциям, которые совершают служащие, ключевые сотрудники, директора и крупные акционеры компании (в США к ним относятся владельцы десяти и более процентов капитала компании), должны быть предоставлены регулятору или раскрыты в публичной форме. Данная информация раскрывается обычно в течение нескольких дней после сделки. Многие инвесторы следуют сводкам таких инсайдерских сделок в надежде на то, что заключение похожих сделок будет прибыльным. «Законный» трейдинг инсайдеров не может быть основан на использовании непубличной информации. Тем не менее, некоторые инвесторы полагают, что корпоративные инсайдеры в большей степени осведомлены о состоянии дел в своих компаниях (если не вдаваться в подробности) и что их сделки отражают важную информацию. Например, перед выходом на пенсию топ-менеджер компании продаёт её акции, а если сотрудники этой компании уверены в успешности компании, то они покупают акции, которые продаёт выходящий на пенсию топ-менеджер.
Считается, что незаконный трейдинг инсайдеров увеличивает стоимость капитала, привлекаемого эмитентом посредством выпуска ценных бумаг, тем самым происходит замедление экономического роста.

## Законный трейдинг инсайдеров
Законный трейдинг инсайдеров — широкораспространённое явление, так как сотрудники компаний, акциями которых торгуют на бирже, часто имеют акции или опционы на акции этих компаний. Такие сделки в США совершаются публично с заполнением форм Комиссии по ценным бумагам и биржам, главным образом формы 4. До 2001 года законодательство США ограничивало совершение сделок так, чтобы инсайдеры торговали в основном в то время, когда их внутренняя информация становилась публичной, как, например, после публикации релиза о доходах. Правило Комиссии по ценным бумагам и биржам 10б5-И квалифицирует, что в США запрет против инсайдерской торговли не требует доказательства того, что инсайдер действительно использовал непубличную информацию при совершении сделки. Обладание такой информацией уже в достаточной степени нарушает положение и Комиссии по ценным бумагам и биржам следовало бы вменить инсайдеру в вину владение такой непубличной информацией, которая используется им при совершении сделки. Тем не менее, правило 10б5-И также даёт инсайдерам средство защиты в случае, если инсайдер сможет доказать, что сделки, совершённые от его имени, были проведены в соответствии с ранее подписанным договором или письменным планом будущих сделок, обладающим юридической силой. Например, инсайдер компании планирует выйти на пенсию после определённого периода времени. В рамках своего юридически значимого пенсионного плана предполагается продажа заданного количества акций компании каждый месяц на протяжении двух лет. Несмотря на то, что на протяжении этого времени инсайдер является лицом, имеющим доступ к непубличной информации, любая вытекающая из данного плана сделка не является запрещённой инсайдерской торговлей.

## Незаконный трейдинг инсайдеров
Нормативно-правовые акты и акты против трейдинга инсайдеров, основанного на непубличной информации, сосуществуют в большинстве юрисдикций во всем мире, хотя их детали и усилия по их обеспечению значительно различаются.

## Определение «инсайдер»
В США для обязательной отчётности корпоративными инсайдерами признаются служащие компании, директора и акционеры, владеющие более 10 % акционерного капитала компании. Сделки, совершаемые этими инсайдерами с акциями собственной компании, основываются на непубличной информации и считаются мошенническими ввиду того, что инсайдеры нарушают взятое на себя обязательство или фидуциарные обязанности перед акционерами. Инсайдер компании, принимая предложение трудоустройства в компании, берёт на себя обязательство перед её акционерами блюсти их интересы выше собственных в вопросах касающихся деятельности компании. Когда инсайдер покупает или продаёт, основываясь на корпоративной информации, он нарушает своё обязательство перед акционерами.
Например, незаконный инсайдерский трейдинг может иметь место, если генеральный директор компании А узнал (до публичного анонсирования), что его компания будет поглощена, и купил её акции, зная, что их цена скорее всего вырастет.
В США и во многих других странах, где предотвращению незаконного трейдинга придаётся большое значение, понятие «инсайдеры» не ограничивается только служащими компании и ключевыми акционерами, но может также относится и к частным лицам, которые совершают сделки, основываясь на непубличной информации в нарушение своих обязанностей по оказанному им доверию. Эта обязанность во многих странах может быть вменена. Например, корпоративный инсайдер «намекнул» другу о направлении движения цены акции под влиянием на неё ещё не известной широкой общественности информации. Обязанность корпоративного инсайдера перед компанией в таком случае вменяется другу, и теперь он является ответственным, если его или её сделки основываются на этой информации.

## Ответственность за инсайдерский трейдинг
Нельзя избежать ответственности за нарушение в сфере инсайдерского трейдинга путём передачи информации, основываясь на подходе «я чешу твою спину, ты чешешь мою» или на договорённости «услуга за услугу», до тех пор, пока лицо получающее информацию знает или должно знать о том, что эта информация является собственностью компании. Например, генеральный директор компании не совершал сделок на основании ещё неопубликованной новости поглощения, но вместо этого передавал информацию своему родному брату, который торговал на этом. В этом случае возникает незаконная инсайдерская торговля.

## Теория незаконного присвоения
Новый взгляд на инсайдерский трейдинг открывает «теория незаконного присвоения», которая сейчас является частью законодательства США. В ней говорится, что любой, кто присваивает (крадёт) информацию от своего работодателя и совершает с её использованием сделки с акциями любой компании (а не только с акциями компании-работодателя), является виновным в инсайдерской торговле.
Например, журналист, который работает на компанию Б, в ходе выполнения своих должностных обязанностей узнал о предстоящем поглощении компании А и приобрёл акции поглощаемой компании. В таком случае может возникнуть основание для незаконной инсайдерской торговли. Даже если этот журналист не нарушает фидуциарных обязанностей как акционер компании А, он бы нарушил фидуциарные обязанности как акционер компании Б (предполагается, что газета имеет политику, в соответствии с которой журналисты не могут совершать сделки, которые совершаются с использованием служебных материалов).

## Доказательство ответственности
Доказать, что кто-то должен быть привлечён к ответственности, может быть тяжело, потому что трейдеры могут попытаться скрыться за номинальными владельцами, оффшорными компаниями и другими доверенными лицами. Тем не менее, Комиссия по ценным бумагам и биржам США преследует в судебном порядке более 50 дел каждый год. Многие из них разрешаются в административном порядке до их передачи в суд. Комиссия по ценным бумагам и биржам и несколько фондовых бирж активно ведут мониторинг сделок, отслеживая подозрительную деятельность.

## Трейдинг на использовании общей информации
Не всегда трейдинг на информации является незаконным инсайдерским трейдингом. Например, во время ужина в ресторане вы слышите, что генеральный директор компании А за соседним столом говорит финансовому директору, что компания будет поглощена, и затем вы покупаете акции. В такой ситуации вы можете не быть признанным виновным в инсайдерской торговле, за исключением случаев, когда у вас более близкие отношения с компанией или её служащими.

## Мониторинг трейдинга инсайдеров
С тех пор как инсайдерам требуется предоставлять отчётность по сделкам, другие часто наблюдают за этими сделками. Кроме того, существует отдельная концепция инвестирования, в которой поведению инсайдеров отводится ведущая роль. Конечно, может быть риск того, что инсайдер приобретает акции специально для роста уверенности инвесторов или продаёт акции вопреки финансовому состоянию компании (например, для диверсификации активов или для покупки дома).
С декабря 2005 года компаниям требуется сообщать своим служащим время, с которого они смогут спокойно торговать без риска быть обвинёнными в инсайдерской торговле.

## Законодательство США, регулирующее трейдинг инсайдеров
США является лидером в сфере предотвращения трейдинга инсайдеров, основанном на использовании непубличной информации. Томас Нюкирк и Мелисса Робертсон из Комиссии по ценным бумагам и биржам обобщили развитие законодательства США, регулирующего трейдинг инсайдеров.

## Общее законодательство США
Противодействие инсайдерской торговли в США основано на английском и американском законодательстве, направленном на предотвращение мошенничества. В 1909 году, задолго до того, как был принят акт о Комиссии по ценным бумагам и биржам, Верховный суд США постановил, что директор компании при покупке её акций в преддверии роста цены признаётся в совершении мошеннической операции, если он не раскрыл эту информацию.
Раздел 17 закона о ценных бумагах 1933 года содержит предотвращение мошенничества в продаже ценных бумаг, которое было усилено законом о биржах 1934 года.
Раздел 16(б) закона о биржах предотвращает краткосрочные прибыли (извлекаемые из любых покупок или продаж в течение шести месяцев), получаемые директорами компаний, служащими или владельцами более 10 % акционерного капитала компании. Раздел 10(б) закона о биржах 1934 года и раздел 10б-5 закона Комиссии по ценным бумагам и биржам предотвращают манипулирование ценными бумагами.
Закон о санкциях в отношении трейдинга инсайдеров 1984 года и закон о контроле инсайдерской торговле и мошенничества с ценными бумагами 1988 года устанавливает штраф за незаконную инсайдерскую торговлю. Сумма штрафа составляет в три раза больше, чем полученная прибыль или убыток, которого удалось избежать за счёт инсайдерских сделок.

## Положения Комиссии по ценным бумагам и биржам США
Положение ПР («Полное раскрытие») Комиссии по ценным бумагам и биржам требует, чтобы компания в случае международного раскрытия непубличной информации для одного человека одновременно раскрывала эту информацию для широкой общественности. В случае немеждународного раскрытия непубличной информации одному человеку компания должна незамедлительно сделать раскрытие этой информации.
Инсайдерский трейдинг или сопоставимая практика также регулируется Комиссией по ценным бумагам и биржам в соответствии с актом Вильямса по слияниям и тендерам.

## Судебные решения
Большинство положений, регулирующих инсайдерскую торговлю, основывается на решениях судов. В деле Комиссии по ценным бумагам и биржам против компании «Серы мексиканского залива» (в 1966 году) Федеральный суд постановил, что любой человек, владеющий инсайдерской информацией, должен или раскрыть информацию, или воздержаться от торговли.
В 1984 году Верховный суд США постановил в деле Диркс против Комиссии по ценным бумагам и биржам, что лица, получающие информацию о целесообразности покупки ценных бумаг (лица, получающие вторичную информацию), ответственны, если они имели основания полагать, что лицо, предоставляющее такую информацию, нарушило фидуциарную обязанность в раскрытии конфиденциальной информации, и что такое лицо получает личные выгодны от распространения данной информации. С тех пор Диркс раскрывает информацию для того, чтобы нельзя было скрыть недобросовестные действия для личной выгоды. В этом деле никто не понёс ответственность за нарушения правил инсайдерской торговли.
Дело Диркс также определило концепцию «юридически подозреваемых инсайдеров». К этой группе относятся юристы, инвестиционные банкиры и другие лица, получающие конфиденциальную информацию от компаний, для которых они оказывают свои услуги. Юридически подозреваемые инсайдеры также ответственны за нарушение правил инсайдерской торговли, если компания требует, чтобы передаваемая им информация оставалась конфиденциальной. После получения такой информации они приобретают фидуциарные обязанности настоящих инсайдеров компании.